# Tubores
Tubores is een gemeente in de Venezolaanse staat Nueva Esparta. De gemeente telt 40.500 inwoners. De hoofdplaats is Punta de Piedras.
De gemeente omvat een deel van het eiland Isla Margarita en het gehele eiland Cubagua.